# Club Daidō (1905-10)
El Club Daidō (大同倶楽部 Daidō Kurabu?,  «Club de Pensadores de Ideas Afines») fue un partido político en Japón que existió a finales de la era Meiji.

## Historia
El partido se estableció en diciembre de 1905 como una fusión del Club Kōshin (27 diputados), el Partido Liberal (19 diputados) y el Teikokutō (18 diputados). El partido perdió gradualmente a los parlamentarios por deserciones, y ganó sólo 29 escaños en las elecciones de 1908. Las deserciones continuaron después de las elecciones, y el partido bajó a 22 diputados en 1910.
Después de un intento fallido de formar una nueva fiesta anti-Rikken Seiyūkai en julio de 1908, el partido se fusionó con otras facciones anti-Rikken Seiyūkai en marzo de 1910 para formar el Club Chūō.